# Ramón Salvato
Ramón Salvato de Esteve (? - Madrid, 24 de mayo de 1839) fue un jurista y político español de origen catalán, por dos veces Presidente del Congreso de los Diputados en el período 1822-1823 del Trienio Liberal y en 1837 una vez muerto Fernando VII e iniciado el reinado de Isabel II. Fue también ministro de Justicia en 1837 en el gabinete de Eusebio Bardají Azara.